# Affaire de la cassette Méry

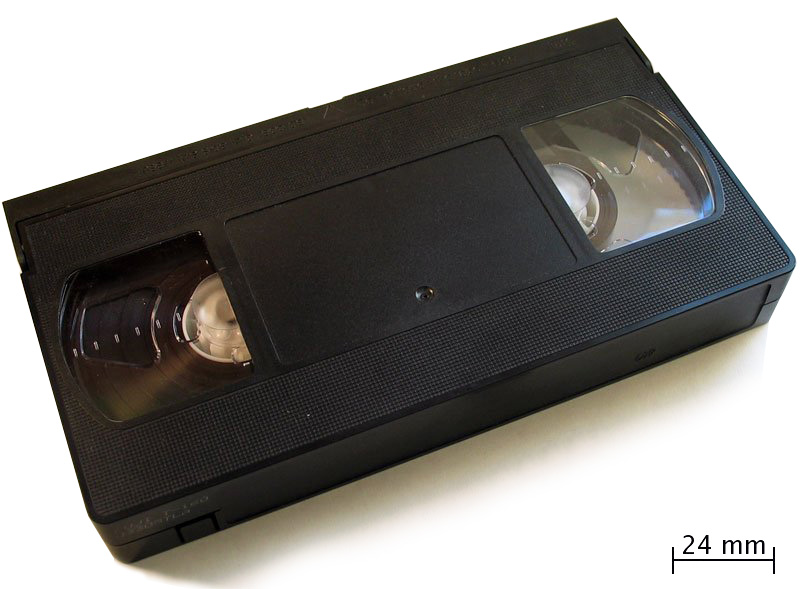
Une cassette vidéo.

L'affaire de la cassette Méry est une affaire politico-financière française concernant les finances occultes du Rassemblement pour la République, dans les années 1980-1990.

## Déroulement de l'affaire
Poursuivi et mis en détention à la suite de l'enquête sur l’affaire des HLM de Paris, Jean-Claude Méry, financier occulte du Rassemblement pour la République (RPR), est lâché par son parti et sa femme le quitte. Aussi, au printemps 1996, il émet le souhait d'enregistrer une confession à son avocat fiscaliste, Me Alain Belot qui partage le même cabinet que Me Allain Guilloux, avocat fiscaliste du journaliste Arnaud Hamelin, producteur et PDG de la société de production Sunset Presse. Les deux hommes entrent alors en contact. Le 24 mai 1996, Méry s'installe dans un canapé des locaux de Sunset Presse, face à la caméra d'Arnaud Hamelin et raconte son histoire, enregistrée sur ce qui sera la « cassette Méry ». Après la mort de Méry en juin 1999, des suites d'un cancer de la gorge, Hamelin transmet une copie de la cassette au Monde qui en révèle l’existence le 21 septembre 2000 et en reproduit un verbatim sur deux pages qui relatent une partie des aveux posthumes du financier occulte. Le soir même au cours d'un entretien télévisé, Jacques Chirac qualifie ces révélations d'abracadabrantesques.
Entre-temps, en avril 1999, Alain Belot a remis l'original de la cassette-confession au ministre de l'Économie Dominique Strauss-Kahn (avec qui il a travaillé de 1988 à 1991), à l'occasion d'une entrevue avec le ministre sur le redressement fiscal du couturier Karl Lagerfeld, dont Belot est l'avocat. Dominique Strauss-Kahn est ainsi soupçonné d'avoir octroyé en août 1999 une remise fiscale de 160 millions de francs à Lagerfeld en échange de la remise de cette cassette. Dominique Strauss-Kahn reconnaît avoir détenu cette cassette, mais déclare ne jamais l'avoir regardée et l'avoir égarée. Le 23 mai 2001, la section financière du parquet de Paris requiert la saisine de la Cour de justice de la République (CJR) pour enquêter sur d'éventuels faits de « corruption passive » et de « concussion », tandis qu'un rapport du procureur de la République de Paris, Jean-Pierre Dintilhac, indique qu'il existe de « fortes présomptions de faits de corruption passive à l'encontre de l'ex-ministre ». Finalement, le 28 juin 2001, le procureur général près la Cour de cassation, Jean-François Burgelin, prend la décision de ne pas saisir la CJR, considérant qu'en l'état, il manque « les indices pour justifier une saisine de la CJR du chef de concussion ».
Pendant cette période, plusieurs élus socialistes sont critiques à son égard : en septembre 2000, Odette Grzegrzulka considère ainsi qu'« il n'est plus digne d'être membre » du Parti socialiste, Ségolène Royal déclare que les personnalités politiques sont là « pour servir et pas pour se servir »,. Dominique Strauss-Kahn fait son retour en politique au niveau national en étant réélu député de la 8e circonscription du Val-d'Oise avec 53,89 % des voix, le 1er avril 2001, au second tour d'une élection législative partielle provoquée par la démission de sa suppléante, Raymonde Le Texier. Il est alors considéré comme « premier ministrable » en cas de victoire de Lionel Jospin à l'élection présidentielle de 2002.
Entre 2002 et 2004, les investigations du juge Armand Riberolles ont validé le contenu de la cassette vidéo dans laquelle le financier occulte du RPR affirmait notamment avoir remis 5 millions de francs en espèces à Jacques Chirac en octobre 1986. Armand Riberolles n'en a pas tiré les mêmes conclusions que son prédécesseur,.
S'appuyant sur les déclarations enregistrées en 1996 par Jean-Claude Méry, Éric Halphen avait fait parvenir au président de la République, en mars 2001, une convocation au titre de simple témoin, avant d'estimer qu'il existait des indices suffisants pour envisager la mise en examen de M. Chirac ; Jacques Chirac ne donne pas réponse à cette demande si bien qu'en avril 2001, Halphen se déclare incompétent au profit de la Haute Cour de justice. Ses actes sont ensuite annulés.  Une partie de la procédure est de surcroît annulée pour vice de forme, notamment la saisie de la cassette Méry.
Le juge Armand Riberolles, en revanche, semble avoir jugé que si la cassette Méry constituait bien une pièce de nature à éclairer le dossier, elle ne pouvait en aucun cas être retenue comme un élément à charge contre les personnes mises en cause — au premier rang desquelles figure M. Chirac, qui ne peuvent évidemment être confrontées à une personne décédée. Le juge Riberolles a néanmoins recueilli plusieurs témoignages attestant la crédibilité des révélations de Jean-Claude Méry[réf. nécessaire].
Et notamment celui de Didier Schuller ex élu RPR des Hauts-de-Seine, entendu comme témoin dans l'enquête sur l'office HLM de la Ville de Paris, qui a expliqué que Jean-Claude Méry l'avait chargé, en 1994, de transmettre aux responsables du parti gaulliste un « message » dont la teneur était similaire à la confession vidéo.
En marge de cette affaire une tentative de manipulation sur les juges menant l'affaire voit le jour. Le même Didier Schuller, directeur de l'office HLM des Hauts-de-Seine et cadre du RPR, piégeait le beau-père du juge Éric Halphen , le Dr Maréchal, avec l'appui des plus hautes autorités policières et sous le patronage de Charles Pasqua, alors ministre de l'Intérieur. L'affaire Schuller-Maréchal, démontre alors une machination contre les juges  qui sera sanctionnée en tant que telle par la Cour de cassation,.